# Саброза (район)
Саброза (порт. Sabrosa) — район (фрегезия) в Португалии, входит в округ Вила-Реал. Является составной частью муниципалитета Саброза. По старому административному делению входил в провинцию Траз-уж-Монтиш и Алту-Дору. Входит в экономико-статистический субрегион Доуру, который входит в Северный регион. Население составляет 1189 человек на 2001 год. Занимает площадь 8,68 км².